# Iris Adrian

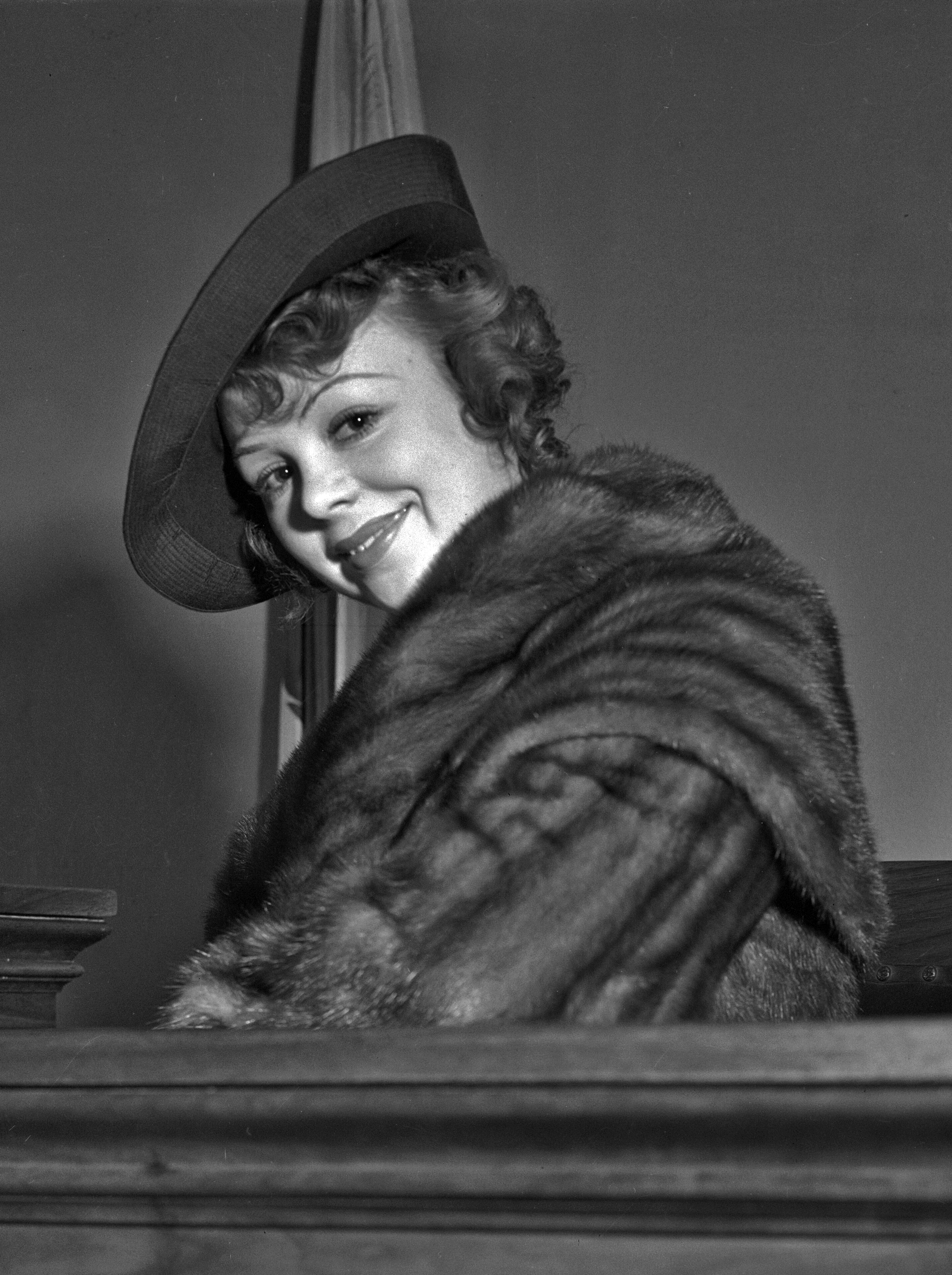
Iris Adrian (1936)

Iris Adrian Hostetter (* 29. Mai 1912 in Los Angeles, Kalifornien; † 17. September 1994 in Hollywood, Kalifornien) war eine US-amerikanische Schauspielerin. Zwischen 1928 und 1986 spielte sie in mehr als 160 Film- und Fernsehproduktionen, wobei sie sich vor allem auf komödiantische Nebenrollen spezialisierte.

## Leben und Karriere
Iris Adrian wuchs als Einzelkind bei ihrer alleinerziehenden Mutter in Los Angeles auf und machte ihren Schulabschluss an der Hollywood High School. Bereits früh steuerte sie auf eine Showkarriere zu, da sie Tanzunterricht bei Ernest Belcher (dem Vater von Marge Champion) erhielt und mit 13 Jahren einen Schönheitswettbewerb gewann. Gegen Ende der 1920er-Jahre, zu Beginn des Zeitalters des Tonfilms, übernahm sie erste kleine Filmauftritte. Da sie in Hollywood allerdings zunächst keinen Erfolg hatte, ging sie an die US-Ostküste und trat am New Yorker Broadway als Chorgirl auf, wo sie als eines der Ziegfeld Girls des Jahres 1931 bekannt wurde. Anschließend trat sie in den USA und Europa auch als Nachtclub-Sängerin auf und stand zeitweise gemeinsam mit George Raft als Tanzpaar auf der Bühne. Mit einem Burlesque-Auftritt in dem Stück The Fabulous Invalid von George S. Kaufman und Lorenz Hart sorgte Adrian im Jahr 1938 für Aufsehen, auch da New Yorks Bürgermeister Fiorello LaGuardia die offiziellen Burlesquehäuser in New York zu dieser Zeit verboten hatte und viele Männer eher deshalb in das Stück kamen, um den relativ freizügigen Auftritt von Adrian zu sehen.
In Hollywood blieb die Blondine in den meisten Fällen auf Nebenrollen beschränkt, wobei sie besonders häufig sich ihrer weiblichen Reize bewusste „Gold Diggers“ spielte – also Frauen, die Männer finanziell für sich ausbeuten. So auch in ihrem wohl bekanntesten Filmauftritt der 1930er-Jahre in Die Doppelgänger, wo sie sich mit einer Freundin die Essensrechnung von Laurel und Hardy spendieren lässt und damit die Ehefrauen des Komikerduos eifersüchtig macht. Viele ihrer Figuren – oft mit illustren Namen wie Sugar, Pepper, Pearl, Sunny, Goldie und Bubbles ausgestattet – waren attraktiv, zugleich selbstbewusst, witzig und gaben scharfzüngige Sprüche ab, während sie nebenbei auf Kaugummi kauten. Wegen dieser Qualitäten trat sie auch in vielen Filmkomödien auf, unter anderem mit den Marx Brothers, Bob Hope, Milton Berle und Jerry Lewis. Nennenswerte Filmrollen außerhalb des Komödiengenres hatte sie unter anderem in Roxie Hart als Verbrecherin und in Lady of Burlesque als Burlesque-Tänzerin, beide Male unter Regie von Veteranenregisseur William A. Wellman, der oft auf einen bestimmten Rollentypus abgestempelte Schauspieler wie Adrian für ungewöhnliche oder größere Rollen besetzte. In den 1960er- und 1970er-Jahren, als sie für ihre Darstellungen von Goldgräberinnen, Tänzerinnen oder Prostituierten zunehmend zu alt war, spielte sie auch Kellnerinnen, Sekretärinnen und Ehefrauen. Adrian trat in den 1960er- und 1970er-Jahren in mehreren Disney-Komödien auf, so hatte sie kleine Nebenrollen in zwei Filmen der Herbie-Filmreihe.
Ihren Einstieg ins Fernsehgeschäft machte sie 1949 in der von Hal Roach produzierten Buster Keaton Show. Sie etablierte sich schnell als erfolgreiche Gastdarstellerin, wobei vor allem ihre Rollen in den Fernsehserien von Jack Benny hervorzuheben sind. 1978 hatte sie eine wiederkehrende Nebenrolle in der Serie The Ted Knight Show an der Seite von Ted Knight, in der sie die sarkastische Sekretärin eines Escortservices spielte. Ihre letzte Rolle spielte sie 1986, 58 Jahre nach ihrem ersten Film, als Emma Baxter in einer Folge der Serie Love Boat.
Ihr Schauspielgehalt investierte sie früh in Immobilien, sodass sie auch im Alter wohlhabend war und mehrere Häuser in Los Angeles besaß. Adrian war viermal verheiratet, ihre ersten drei Ehen wurden geschieden, mit ihrem letzten Mann Raymond Murphy war sie von 1950 bis zu dessen Tod 1983 verheiratet. Bei dem Northridge-Erdbeben 1994 brach sie sich die Hüfte, acht Monate später starb sie im Alter von 82 Jahren an durch diesen Bruch entstandenen Komplikationen. Sie wurde auf dem Forest Lawn Memorial Park in Hollywood Hills beigesetzt.

## Filmografie (Auswahl)
- 1928: Chasing Husbands (Kurzfilm)
- 1930: Der König der Vagabunden (The Vagabond King)
- 1930: Paramount-Parade (Paramount on Parade)
- 1935: Stolen Harmony
- 1936: Laurel und Hardy: Die Doppelgänger (Our Relations)
- 1936: Gold Diggers of 1937
- 1940: Go West
- 1941: Der Weg nach Sansibar (Road to Zanzibar)
- 1942: Schatten am Fenster (Fingers at the Window)
- 1942: Roxie Hart
- 1942: Orchestra Wives
- 1942: To the Shores of Tripoli
- 1943: Lady of Burlesque
- 1943: Hers to Hold
- 1943: Die Stubenfee (His Butler’s Sister)
- 1943: Einsatz im Nordatlantik (Action in the North Atlantic)
- 1944: Gefährliche Begegnung (The Woman in the Window)
- 1944: Bluebeard
- 1944: Pinky und Curly (Once Upon a Time)
- 1948: Sein Engel mit den zwei Pistolen (The Paleface)
- 1949: Die Straße der Erfolgreichen (Flamingo Road)
- 1949: The Lovable Cheat
- 1949: Panik um King Kong (Mighty Joe Young)
- 1949: Tritt ab, wenn sie lachen (Always Leave Them Laughing)
- 1949: Mein Traum bist Du (My Dream Is Yours)
- 1949: Cowboy-Gangster (Tough Assignment)
- 1950: Gangster von Chicago (Hi-Jacked)
- 1951: Spione, Liebe und die Feuerwehr (My Favorite Spy)
- 1952: Sabotage (Carson City)
- 1953: Sprung auf, marsch, marsch! (Take the High Ground)
- 1953: Von der Polizei gehetzt (Crime Wave)
- 1954: Die Autofalle von Las Vegas (Highway Dragnet)
- 1954: Der rasende Teufel (The Fast and the Furious)
- 1956: Alfred Hitchcock Presents (Fernsehserie, 1 Folge)
- 1957: Ein Leben im Rausch (The Helen Morgan Story)
- 1958: König der Freibeuter (The Buccaneer)
- 1961: Blaues Hawaii (Blue Hawaii)
- 1961: Der Bürotrottel (The Errand Boy)
- 1961: Kein Fall für FBI (The Detectives, Fernsehserie, 1 Folge)
- 1962: Hawaiian Eye (Fernsehserie, 1 Folge)
- 1964: Bezwinger des Todes (Fate Is the Hunter)
- 1965: Alles für die Katz (That Darn Cat!)
- 1965: Mini-Max (Get Smart; Fernsehserie, 1 Folge)
- 1968: Ein seltsames Paar (The Odd Couple)
- 1968: Ein toller Käfer (The Love Bug)
- 1971: Der barfüßige Generaldirektor (The Barefoot Executive)
- 1975: Die Semmelknödelbande (The Apple Dumpling Gang)
- 1976: Zotti, das Urviech (The Shaggy D.A.)
- 1976: Ein ganz verrückter Freitag (Freaky Friday)
- 1976: Das große Ferienabenteuer (No Deposit, No Return)
- 1978: The Ted Knight Show (Fernsehserie, 6 Folgen)
- 1978/1986: Love Boat (Fernsehserie, 2 Folgen)
- 1980: Herbie dreht durch (Herbie Goes Bananas)